# 小卡姆揚卡
48°35′34″N 25°1′10″E / 48.59278°N 25.01944°E
小卡姆揚卡（烏克蘭語：Мала Кам'янка）是位於烏克蘭西部的村莊，由伊萬諾-弗蘭科夫斯克州裡科洛梅亞區的普亞迪基市鎮負責管轄。該村面積8.08平方公里，2001年人口600，人口密度每平方公里74.3人。